# Museum Abteiberg

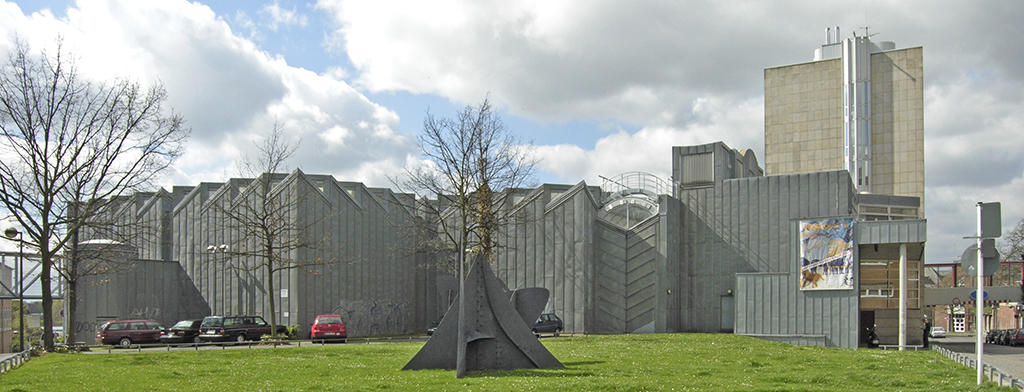
Museum Abteiberg

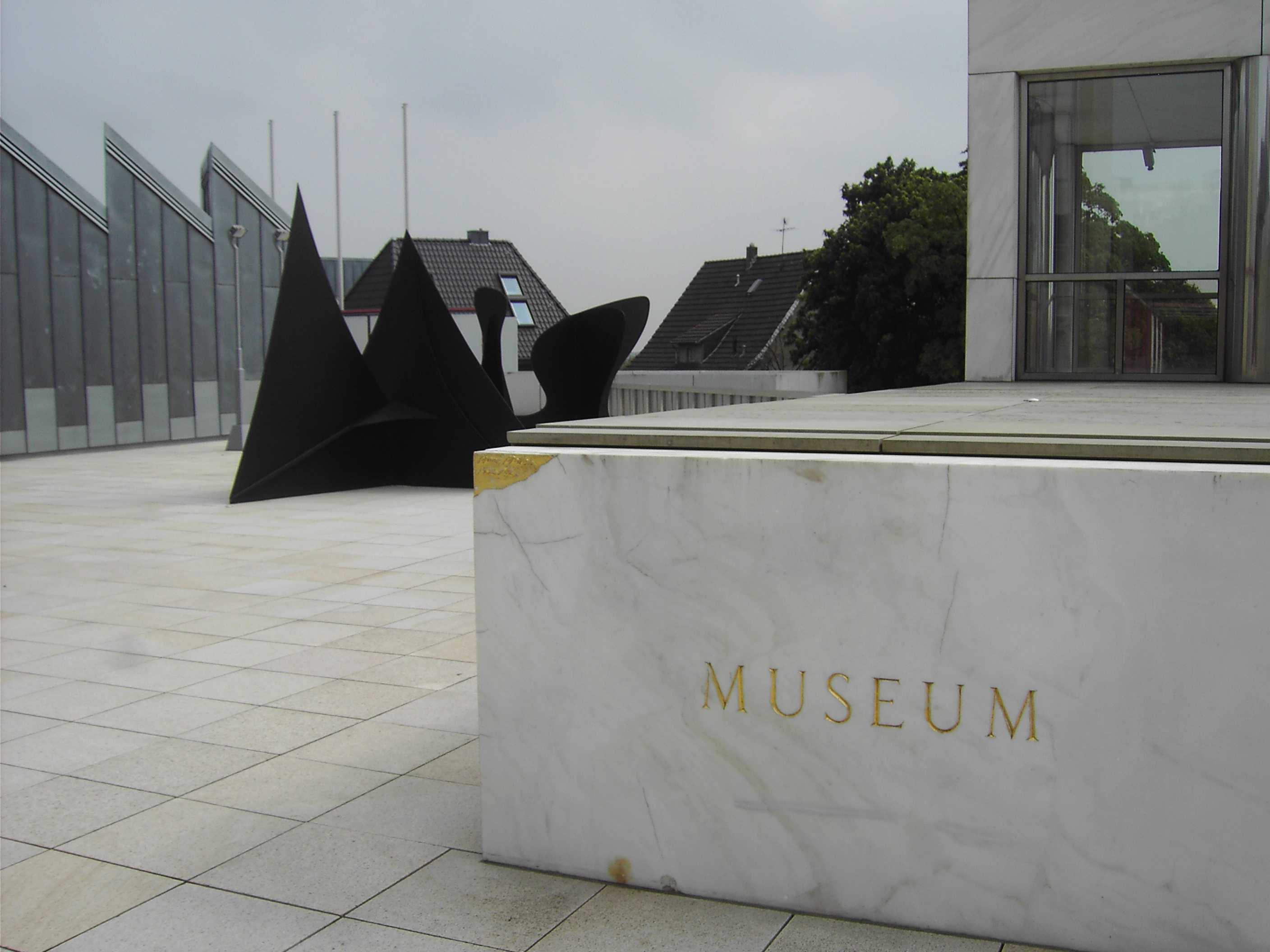
Museum met sculptuur van Alexander Calder

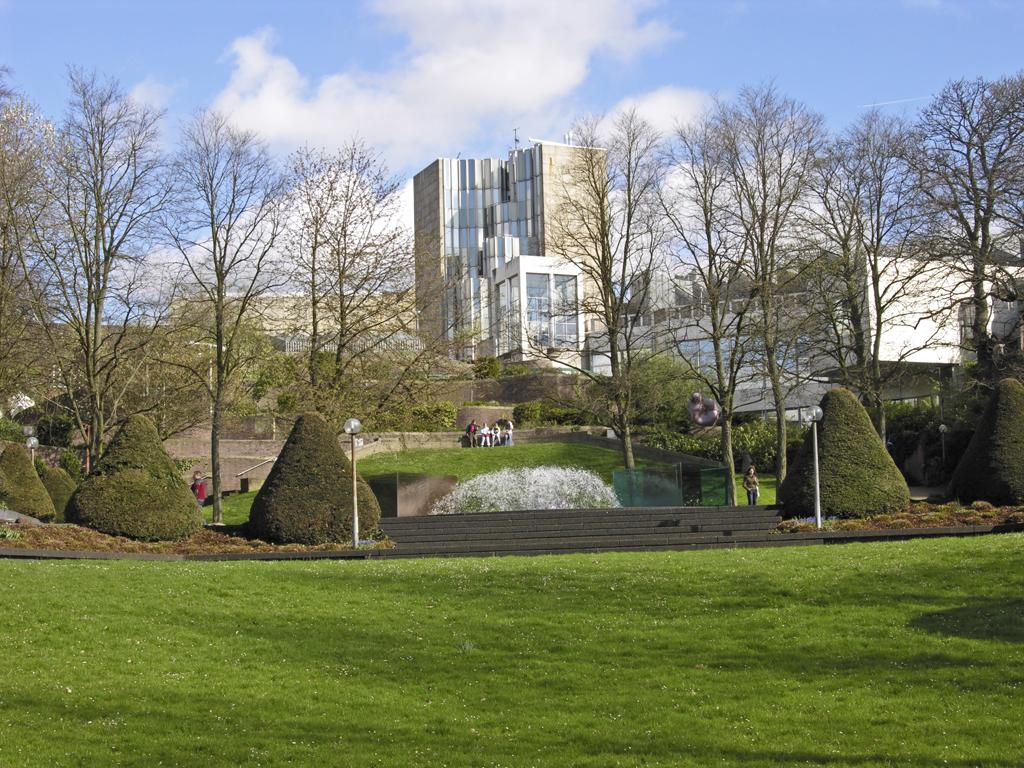
Museum met beeldenpark

Museum Abteiberg, officieel genaamd Städtisches Museum Abteiberg, in Mönchengladbach is een museum voor beeldende kunst van de 20ste en 21ste eeuw. Het museum is ontworpen door de Oostenrijkse architect Hans Hollein. De planvorming startte in 1972, het gebouw werd in 1982 geopend. In de jaren 2006 – 2007 vond een restauratie plaats. Sinds 2002 is er een beeldenpark. Het museum behoorde tot het Duits/Nederlandse samenwerkingsverband Crossart

## Het museum
In 1934 beschikte de stad Mönchengladbach over twee museumlocaties, het Karl-Brandt-Haus (het Haus der Kunst) en het Oskar-Kühlen-Haus (het Haus der Heimat). De zeer belangrijke kunstverzameling van het museum, die tot 1944 in het Karl-Brandts-Haus verbleef, dat in 1944 bij een bombardement verloren ging, werd van 1944 tot 1945 ondergebracht in Schloß Alme in Brilon. Na de Tweede Wereldoorlog werden die werken eveneens ondergebracht in het Oskar-Kühlen-Haus, waar vanaf 1934 alleen het Heimat-Museum was gevestigd. Deze situatie bleef gehandhaafd tot 1982, het jaar waarin de nieuwbouw in gebruik werd genomen.
De verzameling omvat werken van de vertegenwoordigers van alle belangrijke stromingen in de kunst vanaf het expressionisme:
- expressionisme
- constructivisme
- dadaïsme
- fotografie
- op-art
- zero
- nouveau réalisme
- popart
- minimal art